# Heinz Felfe
Heinz Felfe (ur. 18 marca 1918 w Dreźnie, zm. 8 maja 2008 w Berlinie), oficer SD, podwójny agent; jako pracownik kontrwywiadu zachodnioniemieckiej Federalnej Służby Wywiadowczej (BND – Bundesnachrichtendienst) prowadził działalność szpiegowską na rzecz Związku Radzieckiego.

## Życiorys
Urodzony w 1918, syn niemieckiego policjanta.
Uczestniczył w działaniach wojennych od września 1939, ze względu na ciężką chorobę został zdemobilizowany. W 1941 ukończył szkołę średnią i po pomyślnym zdaniu egzaminów został przyjęty do służby bezpieczeństwa SD (Sicherheitsdienst), działającej w systemie RSHA. Następnie rozpoczął studia na fakultecie prawnym Uniwersytetu Berlińskiego. W sierpniu 1943 został przeniesiony do VI Zarządu RSHA (wywiad zagraniczny), tam po pewnym czasie został kierownikiem wydziału zajmującego się Szwajcarią.
W maju 1945 został wzięty do niewoli przez wojska brytyjskie, zwolniony w październiku 1946. Ukończył fakultet państwa i prawa na Uniwersytecie w Bonn.
W 1951 z powodów ideologicznych podjął dobrowolną współpracę z radzieckim wywiadem zagranicznym. Łączność utrzymywał poprzez byłego współpracownika Hansa Klemensa, oficerem prowadzącym był radziecki agent wywiadu Witalij Korotkow.
Od 1951, wykonując zadanie radzieckiego wywiadu, Felfe zatrudnił się w Organizacji Gehlena. W 1956 otrzymał rangę radcy państwowego i został szefem referatu „Kontrwywiad przeciwko ZSRR i radzieckim przedstawicielstwom w RFN”. Przekazywał m.in. dokumentację sporządzaną przez BND dla ówczesnego kanclerza Adenauera, dotyczącą przezbrojenia armii, polityki zagranicznej RFN, członkostwa w NATO. Z jego pomocą paraliżowano pracę wywiadu USA i RFN przeciwko ZSRR.
6 listopada 1961 został aresztowany i w 1963 skazany na 14 lat pozbawienia wolności. W 1969 został wymieniony na 21 agentów służb zachodnich.
Za swoją działalność został odznaczony przez Prezydium Rady Najwyższej ZSRR orderami Czerwonego Sztandaru i Czerwonej Gwiazdy, a przez kierownictwo Komitetu Bezpieczeństwa Państwowego ZSRR – medalem Honorowy Współpracownik Bezpieczeństwa Państwowego.
Osiadł w Berlinie, gdzie zmarł 8 maja 2008.